# Coccidioides
Coccidioides és un gènere de fongs ascomicots de l'ordre dels onigenals (Onygenales). Són fongs dimòrfics que causen la malaltia de la coccidioidomicosi, també coneguda com la febre de la vall de San Joaquín, que és una malaltia infecciosa confinada a l'hemisferi occidental i endèmica dels deserts americans. L'hoste adquireix la malaltia via inhalació respiratòria de les espores del fong. Els agents causals se la malaltia són les espècies Coccidioides immitis i Coccidioides posadasii.
Als Estats Units les zones endèmiques més importants són el sud de Califòrnia i el sud d'Arizona, i a Mèxic, els estats de Sonora, Nuevo León i Coahuila on es troba en el sòl.